# Красиве (Казахстан)
Краси́ве (каз. Красивое) — село у складі Єсільського району Акмолинської області Казахстану. Адміністративний центр Красивинського сільського округу.
Населення — 745 осіб (2021; 1115 у 2009, 1501 у 1999, 2315 у 1989).
Національний склад станом на 1989 рік:
- німці — 50 %;
- росіяни — 24 %.